# Varig
Varig – Viação Aérea Rio Grandense S.A. er brasiliansk flyselskab. Det er Brasiliens største internationale flyselskab og medlem af Star Alliance frem til 31. januar 2007.
Varig blev stiftet i 1927 af den tyske immigrant Otto Ernst Meyer. Selskabets første ansatte, Ruben Berta, blev senere selskabets præsident og ledede Varig frem til sin død i 1966. Selskabet har i dag ruter til 19 forskellige lande på 4 kontinenter.